# Kanli
Kanli (gruzínsky ყანლისმთა, turecky Kanli Dağı, 3007 m n. m.) je hora v Arsiánském hřbetu. Leží přímo na státní hranici mezi Gruzií (autonomní republika Adžarsko, okres Chulo) a Tureckem (provincie Ardahan, okres Posof). Jedná se o nejvyšší horu Adžarska.